# Bingo
För andra betydelser, se Bingo (olika betydelser).

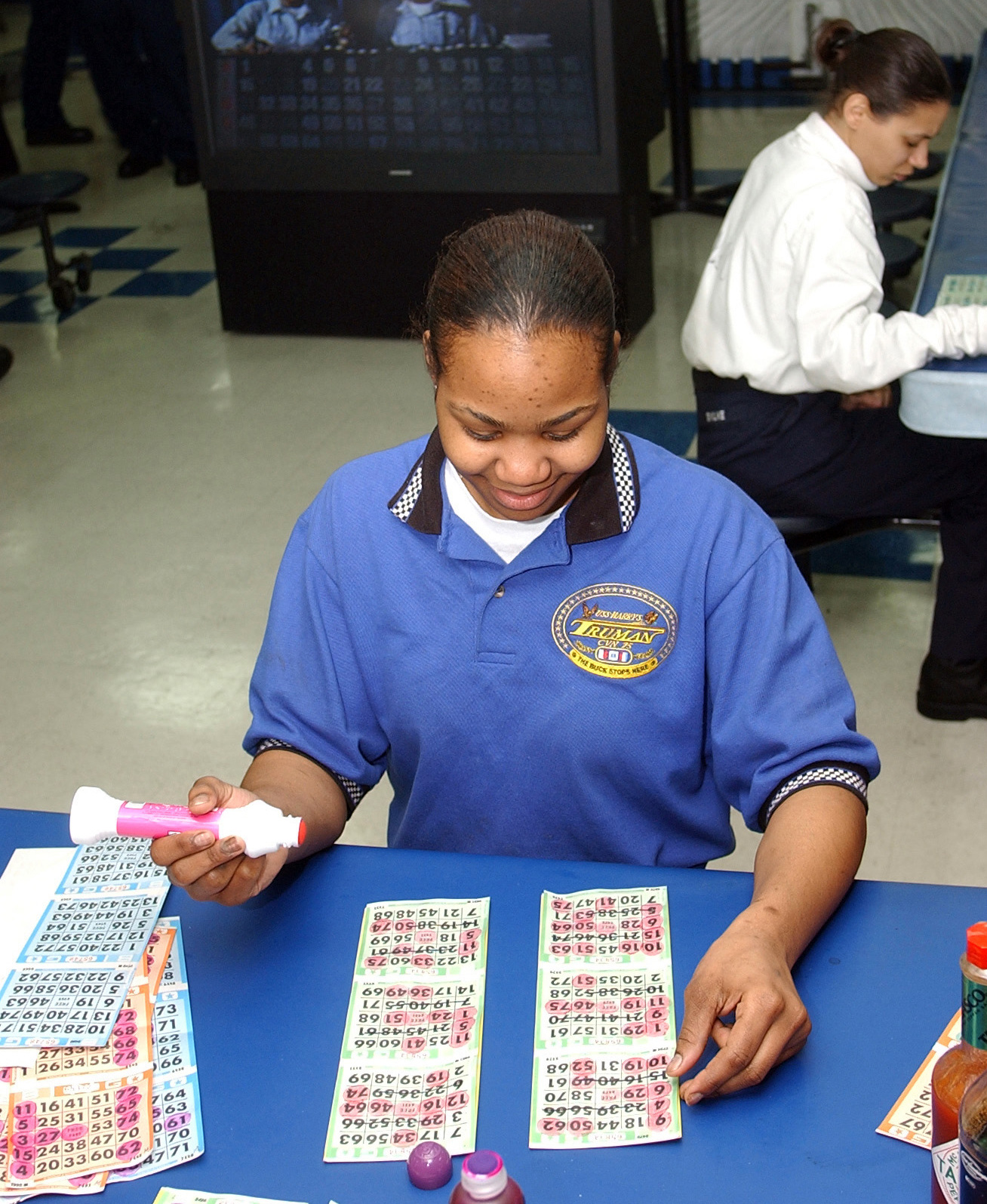
Bingospel

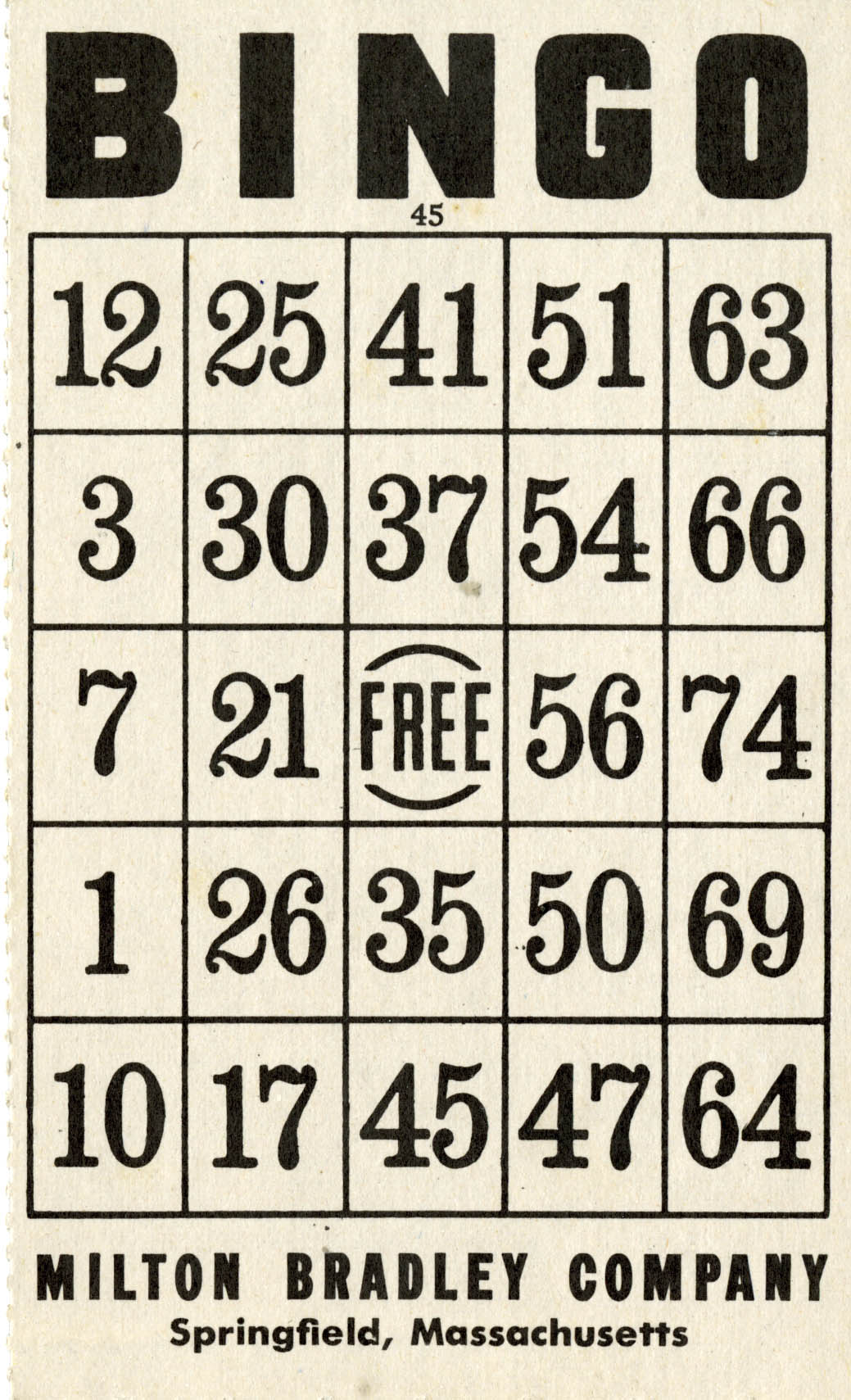
En bingobricka från USA

Bingo är ett spel där slumpvisa siffror dras och spelarna markerar dessa på spelbrickor med förtryckta siffror – ofta mellan 1 och 75 – i ett rutmönster. Den första person som har en spelbricka med ett visst mönster ropar "Bingo!" för att signalera sin vinst. Vinst kan man få på flera olika sätt men i vanligt bingo brukar det handla om att alla siffror i en rad, diagonalen eller i kolumnen är ifyllda. Så det krävs fem siffror och tur för att få bingo. Spelet har sitt ursprung i det italienska brickbaserade lottospelet ”Lo Giuoco del Lotto d'Italia” från 1500-talet.

## Bingo i Sverige
Bingo introducerades i Sverige av idrottsklubben Gunnarstorps IF, som höll det första bingopartiet hösten 1961. Idag finns cirka 100 bingohallar i Sverige. Samtliga hallar har ideella föreningar som förmånstagare och drivs oftast av serviceföretag som består av flera föreningar eller enskilda näringsidkare. De flesta föreningar bedriver idrottsverksamhet och ett av kriterierna för att medverka är att föreningarna har en omfattande ungdomsverksamhet, och medlemmar mellan 7 och 20 år är ett viktigt kriterium.
Länsstyrelsen utfärdar lotteritillstånd, sköter kontrollen och beslutar vilka föreningar som får vara förmånstagare och godkänner avtal. Bingohallarna delar ut hundratals miljoner varje år direkt till det lokala föreningslivet. Sedan bingoverksamheten startade i Sverige på 1960-talet har den genererat över 10 miljarder kronor i nettobehållning. Dessa pengar är och har varit avgörande för många föreningars överlevnad. I takt med minskade bidrag och besparingar i stat, landsting och kommuner kommer bidragen från bingoverksamheten att spela en allt viktigare roll.
Högsta kontantvinsten uppgår till ett basbelopp med undantag för vissa speciella arrangemang, som till exempel riksbingo då man spelar samtidigt i flera hallar, varvid vinsten kan gå upp till 100 000 kronor.
Utöver det traditionella bingospelet förekommer det även spel på så kallade värdeautomater i de flesta bingohallar. Detta sker i samarbete med Svenska spel, vilket borgar för att kontrollen på automatspelet är lika bra som på bingospelet. Den traditionella bingon står dock för huvuddelen av den totala omsättningen. 
I hela Sverige spelar över en halv miljon människor regelbundet bingo. I England och USA är spelet ännu större. Där finns bingohallar som rymmer flera tusen personer.

### Bingohall

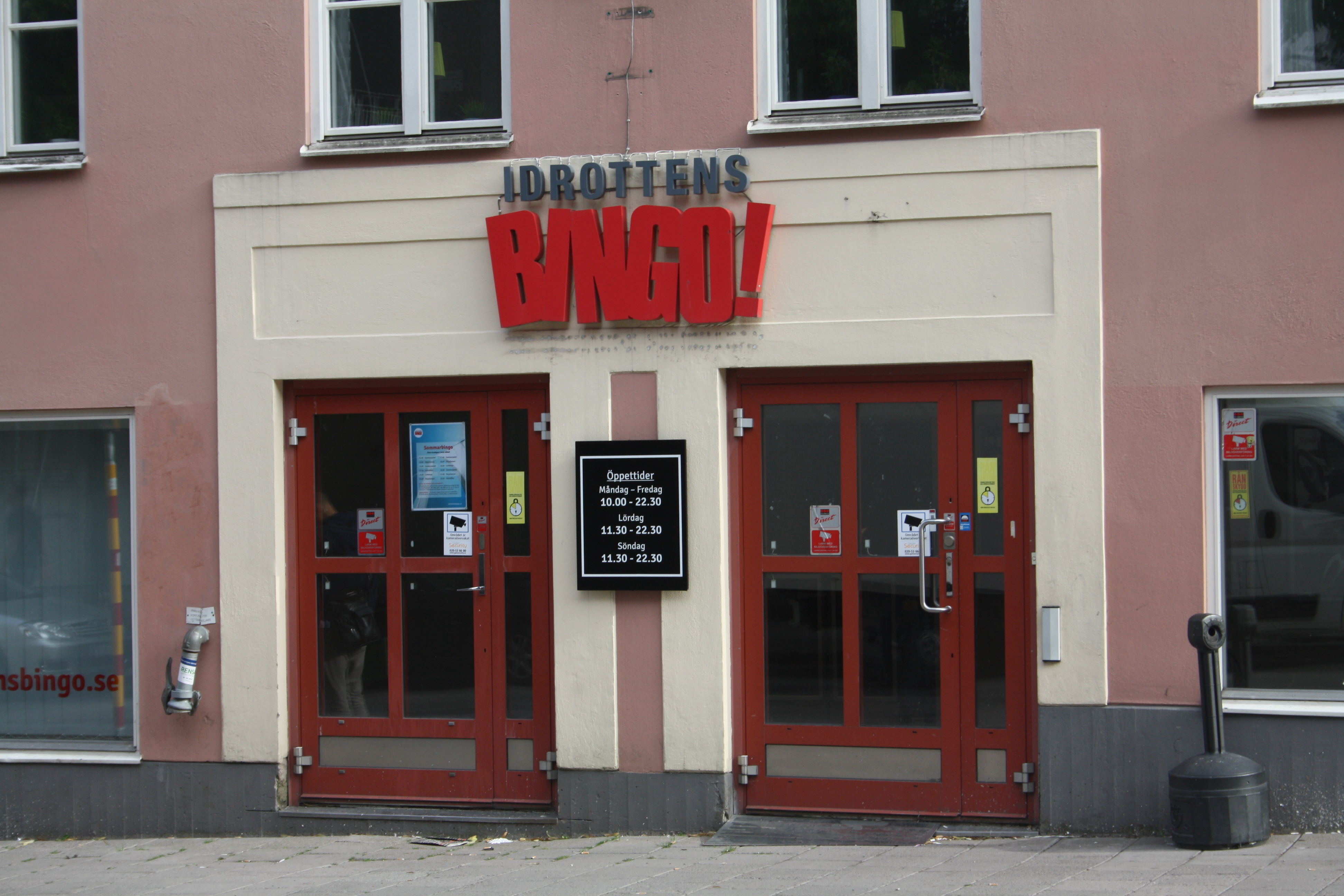
En bingohall i Stockholm.

En bingohall är en lokal för bingospel. Bingohallarnas popularitet har minskat sedan 1990-talet då Bingolotto började sändas. Kring millennieskiftet fanns drygt 100 hallar, men antalet har minskat något sedan ett rökförbud infördes 1 juli 2005. Det statligt ägda spelföretaget Svenska Spel planerade att under år 2007 ta över driften av ungefär en tredjedel av de dåvarande hallarna, men fick inte tillstånd av regeringen.

### Gåbingo
Gåbingo är en variant av Bingo där man istället för att sitta ned i ett rum istället går en promenad utomhus och passerar olika skyltar där bingonumrena finns uppsatta. Syftet är att uppmuntra till motion och utevistelser i kombination med att föreningen drar in pengar.
Gåbingon introducerades av Korpen Timrå 1969.

### Bilbingo
Bilbingo är en variant av bingo som spelas i egna bilar parkerade på parkeringsplatser. Istället för att ropa så tutar den som får bingo, varpå bingopersonalen söker upp vinnaren och kontrollerar siffrorna.

### Pengar till ungdomsidrotten
Bingo är även ett sätt att stöda den svenska föreningslivet. Efter det att spelvinsterna är utdelade, går flera hundra miljoner kronor till det lokala föreningslivet varje år. De allra flesta är idrottsföreningar med ungdomsverksamhet. Men det finns också andra ideella föreningar, som får ta del av pengarna.
Under den senaste tioårsperioden har Bingospelet genererat över 10 miljarder kronor till föreningslivet. Många föreningar skulle inte överleva utan intäkterna från Bingon.

### Kontroll av spelet
Länsstyrelsen och Lotteriinspektionen håller noggrann kontroll på att allting kring Bingospelet sköts på rätt sätt. Det gäller både utrustning och arrangörer.
Bingospelet är helt datoriserat. Bingonumren dras av en slumpgenerator och alla uppgifter lagras i en dator, som sedan kontrolleras av länsstyrelsen. Bingobrickorna trycks av några få godkända tryckerier och alla brickor registreras med uppgift om vilka brickor som respektive hall har fått.

### SVEBICO
Svebico, Sveriges Bingoarrangörers Centralorganisation, grundades 1980 och representerar över 80 % av Sveriges bingohallar. Svebico är bland annat remissinstans i olika utredningar och samarbetar med myndigheter och andra organisationer, till exempel Riksidrottsförbundet.
Svebico verkar också för att bingospelet ska få gynnsamma förutsättningar och för att folkrörelsernas del av den totala spelverksamheten ska öka. Svebico ordnar även utbildningar på alla nivåer för bingoarrangörerna. Detta för att bingoverksamheten ska fortsätta att skötas på ett seriöst och kompetent sätt.
Svebico engagerar sig också i frågor om spelmissbruk.

## Internetbingo

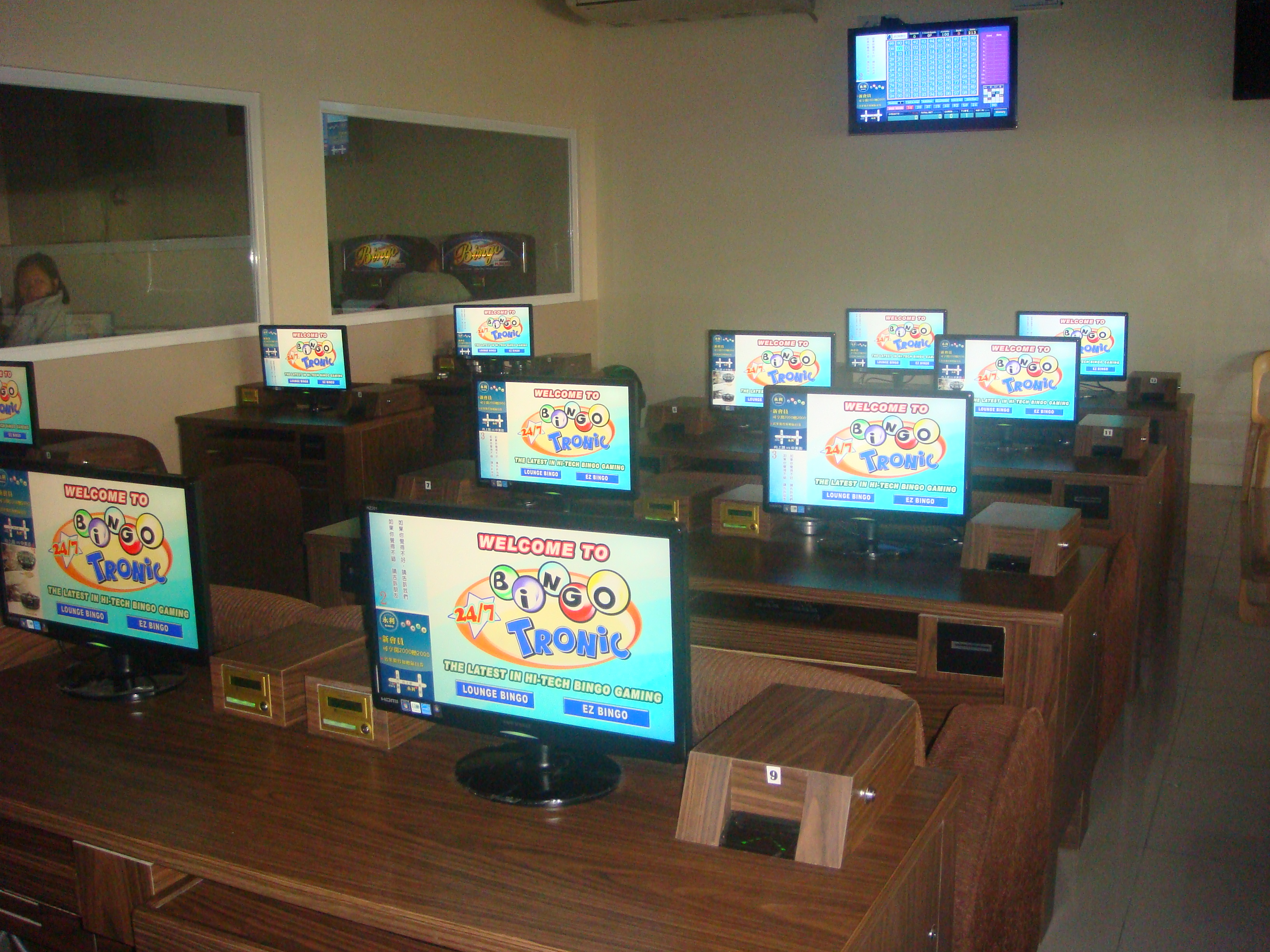
Elektronisk bingo.

Bingo finns numera även på Internet, onlinebingo, med samma regler som i det traditionella bingospelet och med vinnarchanser avhängigt av hur många bingobrickor spelaren har köpt, samt av hur många brickor det är med i spelet allt som allt.
Får en spelare bingo får spelaren en vinst i form av ett större eller mindre penningbelopp, som sätts in på spelarens onlinebingokonto. Detta konto upprättas så snart spelaren registrerar sig som ny medlem av en onlinebingohall.
Nätbingo, som internetbingo även också kallas fungerar i praktiken precis i den vanliga bingohallen. I den fysiska bingohallen är den sociala biten av spelandet en faktor som i de moderna bingohallarna på nätet också har. På nätbingo sidorna kallas dessa för chattrum.
Internetbingo ger också användarna möjlighet att mötas och chatta kring deras upplevelser i anslutning till onlinebingo. Chatten finns till för att främja känslan av gemenskap och samspel mellan onlinebingospelarna. Onlinebingochattrum har ofta sitt helt egna språk. Det är således sedvanligt för spelarna att lyckönska varandra med bemärkningar som "WTG" (Way To Go). Är man i ett chattrum i en onlinebingohall kommer man också att möta chattmoderatorer. Dessa är ansatta av onlinebingohallen för att skapa en god och trevlig stämning i chattrummet med hjälp av dialog med spelarna. Chattmoderatorerna delar också ut så kallade chattvinster till de spelare som är i chatten.
Internetbingon erbjuder också ytterligare spel utöver de som bingon erbjuder. Internetbingon har fått sin anhängarskara även i Sverige. Ofta har bingorummen på Internet olika sidospel som spelarna kan roa sig med under tiden som de väntar på att bollarna skall trilla ner.

### Chattspel
Bingosidor på Internet jobbar för att det ska vara så mycket liv och rörelse som möjligt i chatten. De vill att folk ska ha så trevligt som möjligt och därav spela mer. Ett sätt som bingosidorna använder sig av för att skapa detta är chattspel. Chattspelen administreras av bingosidornas personal, så kallade chattvärdar eller chattmoderatorer, som brukar finnas i bingorummen under de mest aktiva timmarna. Priserna varierar men ligger oftast runt 10-20 kr per spel och varje spel brukar pågå under en bingorunda.
Chattvärdarna är vanligtvis anställda av bingorummen och har dels som uppgift att hålla i chattspelen men finns även till för att bidra med en trevlig stämning i chatten och för att svara på spelarnas frågor.
Chattspelen kan se ut på många olika sätt. Ofta så handlar det om att gissa vilka bollar som kommer att komma i olika kombinationer. Exempelvis spelet "Stege" där man ska gissa på tre efter varandra följande tal, ex 11-13 och den som först får in alla sina bollar vinner. Ett annat spel kan vara exempelvis "Singing Bee" där man har tagit TV-programmet med samma namns koncept. Chattvärden skriver då ut en textrad men lämnar ett ord blankt, tex; "It's raining men, ________ it's raining men". Då gäller det att vara först att svara rätt, så istället för att hoppas på att rätt boll kommer så blir det lite mer av en frågesport.

## Andra bingovarianter
- Kobingo
- Poesibingo med ord i bingobrickans rutsystem i stället för siffror. En eller flera scenpoeter läser sina texter och åhörarna prickar av orden på brickan allteftersom de hör dem. Sedvanligt åtnjuter man bingovinst vill fullbordad rad (eller om så arrangerats även diagonal och/eller kolumn).